# انکار تغییر اقلیم (کتاب)
انکار تغییرات اقلیمی: سرها در شن (به انگلیسی: Climate Change Denial: Heads in the Sand) کتابی غیرداستانی است که در سال ۲۰۱۱ دربارهٔ انکار تغییرات اقلیمی، به‌طور مشترک توسط هایدن واشینگتن و جان کوک نوشته شده و پیشگفتاری از نائومی اورسکز دارد. واشینگتن پیش‌از نگارش این اثر، پیشینه‌ای در علوم محیطی داشت؛ کوک، که در رشته فیزیک تحصیل کرده بود، (در سال ۲۰۰۷) وب‌سایت «علم شکاکانه» را تأسیس کرد که شواهد بررسی‌شده توسط داوری همتا در مورد گرمایش جهانی را گردآوری می‌کند. این کتاب برای اولین بار در سال ۲۰۱۱ توسط ارث‌اسکن، زیرمجموعه‌ای از روتلج، در قالب‌های جلد سخت و جلد شومیز منتشر شد.
این کتاب، تحلیل عمیق و رد انکار تغییرات اقلیمی را ارائه می‌دهد و چندین استدلال را نکته‌به‌نکته بررسی کرده و آنها را با شواهد بررسی‌شده توسط داوری همتا از اجماع علمی برای تغییرات اقلیمی رد می‌کند. نویسندگان ادعا می‌کنند کسانی که تغییرات اقلیمی را انکار می‌کنند، از تاکتیک‌هایی ازجمله گلچین‌کردن داده‌ها به‌گونه‌ای که ادعا می‌شود از دیدگاه‌های خاص خودشان پشتیبانی می‌کند، و حمله به صداقت دانشمندان اقلیمی استفاده می‌کنند. واشینگتن و کوک از نظریه علوم اجتماعی برای بررسی پدیده انکار تغییرات اقلیمی در میان عموم مردم استفاده می‌کنند و این پدیده را نوعی آسیب‌شناسی می‌نامند.
این کتاب، حمایت مالی از انکار تغییرات اقلیمی را به صنعت سوخت‌های فسیلی نسبت می‌دهد و ادعا می‌کند که شرکت‌های این صنعت تلاش کرده‌اند تا افکار عمومی را در این مورد تحت‌تأثیر قرار دهند. واشینگتن و کوک می‌نویسند که سیاستمداران تمایل دارند از واژگان طفره‌آمیز به‌عنوان بخشی از یک تاکتیک تبلیغاتی ازطریق تحریف واقعیت (پروپاگاندا) استفاده کنند، به‌عنوان راهی برای منحرف کردن توجه عمومی از تغییرات اقلیمی و منفعل ماندن در مورد این موضوع. نویسندگان نتیجه می‌گیرند که اگر عموم مردم از انکار دست بردارند، می‌توان به‌طور واقع‌بینانه‌ای به مشکل تغییرات اقلیمی پرداخت. انکار تغییرات اقلیمی تهدیدی جدی برای کره زمین است و باید فوراً به آن رسیدگی شود، زیرا عواقب عدم اقدام وخیم است.
جان کوک به‌خاطر تحقیقاتش در مورد این کتاب و تلاش‌هایش در انتقال جوهره علم تغییرات اقلیمی به عموم مردم، جایزه یورکا موزه استرالیا در سال ۲۰۱۱ را برای پیشرفت دانش تغییرات اقلیمی دریافت کرد. انکار تغییرات اقلیمی با استقبال مثبتی ازسوی نشریاتی ازجمله: اکولوژیست، مجله ECOS, نشریه دانشگاهی Natures Sciences Sociétés, مجله آموزش منتشرشده توسط فدراسیون معلمان نیو ساوت ولز مواجه شد.

## پیشینه
این کتاب به‌طور مشترک توسط محققان علوم محیطی استرالیایی، هایدن واشینگتن و جان کوک، نوشته شده است. واشینگتن پیش‌از نوشتن این کتاب، بیش از ۳۰ سال به‌عنوان دانشمند محیط زیست فعالیت داشت. کتاب‌های منتشرشده قبلی او در زمینه علوم محیطی عبارتند از: راهکارهای زیست‌محیطی (۱۹۹۱)، حس شگفتی (۲۰۰۲) و گره طبیعت وحشی (۲۰۰۹). در سال ۲۰۱۵، واشینگتن به‌عنوان پژوهشگر مهمان در مؤسسه مطالعات محیطی دانشگاه نیو ساوت ولز حضور داشت.
تحصیلات کوک شامل پیش‌زمینه‌ای در فیزیک است. کوک پیش‌از کار روی این کتاب، وب‌سایت «علم شکاکانه» را تأسیس کرد که شواهد بررسی‌شده توسط داوری همتا را در مورد تغییرات اقلیمی گردآوری می‌کند. او رایج‌ترین ادعاهای مطرح‌شده توسط افرادی که علیه اجماع علمی در مورد تغییرات اقلیمی استدلال می‌کنند را به‌همراه شواهدی برای رد هر نکته‌ای که مطرح کرده‌اند، در سایت قرار داد. پس‌از انتشار کتاب «انکار تغییرات اقلیمی: سرها در شن»، کوک در نوشتن کتاب‌های دیگری در همین زمینه با عنوان «علم تغییرات اقلیمی: یک سنتز مدرن: جلد ۱» – آب‌وهوای فیزیکی (۲۰۱۳) همکاری کرد. در سال ۲۰۱۵، کوک به‌عنوان پژوهشگر ارتباطات اقلیمی در دانشگاه کوئینزلند خدمت کرد.
کتاب «انکار تغییرات اقلیمی: سرها در شن» اولین بار در سال ۲۰۱۱ توسط ارث‌اسکن، زیرمجموعه‌ای از روتلج، منتشر شد. هر دو نسخه جلد سخت و شومیز در آوریل ۲۰۱۱ منتشر شدند. این کتاب در همان سال توسط ناشر در قالب کتاب الکترونیکی نیز منتشر شد. دومین نسخه کتاب الکترونیکی توسط انتشارات روتلج در سال ۲۰۱۲ منتشر شد. این کتاب در ماه مه ۲۰۱۳ توسط آمازون ازطریق کیندل در دسترس قرار گرفت.

## خلاصه مطالب
انکار تغییرات اقلیمی: سرها در شن، تجزیه و تحلیل دقیقی از انکار تغییرات اقلیمی و همچنین رد آن ارائه می‌دهد. نائومی اورِسکِز در پیشگفتار کتابش می‌نویسد که مردم به‌دلیل احساس ترس قربانی پدیده انکار می‌شوند. این کتاب چندین استدلال علیه گرمایش جهانی را بررسی می‌کند و از شواهد بررسی‌شده توسط داوری همتا از اجماع علمی برای پشتیبانی از منطق خود جهت رد اعتبار هر استدلال استفاده می‌کند. روش‌شناسی کسانی که تغییرات اقلیمی را انکار می‌کنند، ارزیابی می‌شود، از جمله: گزینش (گل‌چین کردن) داده‌هایی که ظاهراً از دیدگاه‌های خاص آنها پشتیبانی می‌کنند، حفظ سطح بالایی از شواهد تغییرات اقلیمی توسط انکارکنندگان آن، و انتقاد از ارزش‌های خود دانشمندان اقلیم. این کتاب توضیح می‌دهد که چرا برخی افراد و عموم مردم تمایل دارند اجماع علمی در مورد تغییرات اقلیمی را انکار کنند.
نویسندگان با استفاده از نظریه علوم اجتماعی، مفهوم گسترده‌تر انکار را مورد بحث قرار می‌دهند و خاطرنشان می‌کنند که وقوع آن در جامعه زمانی ظاهر می‌شود که افراد از اعمال خود وحشت‌زده یا شرمنده باشند. آنها می‌نویسند که این انگیزه‌ها، وقتی از یک فرد به جامعهٔ وسیع‌تر گسترش می‌یابند، خود را به‌عنوان نوعی بیماری نشان می‌دهند. این کتاب، انکار تغییرات اقلیمی را به‌عنوان یک آسیب‌شناسی که فرهنگ کره زمین را تحت‌تأثیر قرار می‌دهد، معرفی می‌کند. نویسندگان از وجود رابطه‌ای معکوس بین افزایش اجماع علمی در مورد تغییرات اقلیمی و افزایش همزمان انکار همین موضوع در میان عموم مردم ابراز تاسف می‌کنند.
این کتاب به شناسایی یک زیربنای شرکتی می‌پردازد که ازطریق شرکت‌هایی که از صنعت سوخت‌های فسیلی سود می‌برند، بر افکار عمومی تأثیر می‌گذارد. واشینگتن و کوک می‌نویسند که سیاستمداران اغلب از کلمات طفره‌آمیز به‌عنوان نوعی تبلیغات و فریب استفاده می‌کنند تا طوری رفتار کنند که انگار قرار است کاری در مورد تغییرات اقلیمی انجام دهند، درحالی که در واقع در مورد این موضوع منفعل هستند. نویسندگان در ادامه به سطح بالاتری از انکار - در میان عموم مردم - اشاره می‌کنند. آنها استدلال می‌کنند که جامعه ازطریق انفعال و مقاومت در برابر اجماع علمی، امکان انکار علم اقلیم‌شناسی را فراهم می‌کند. نویسندگان نتیجه می‌گیرند که اگر عموم مردم از انکار تغییرات اقلیمی دست بردارند، می‌توان به‌طور واقع‌بینانه‌ای به خود این مشکل و به‌طور قابل توجهی رسیدگی کرد.

## واکنش

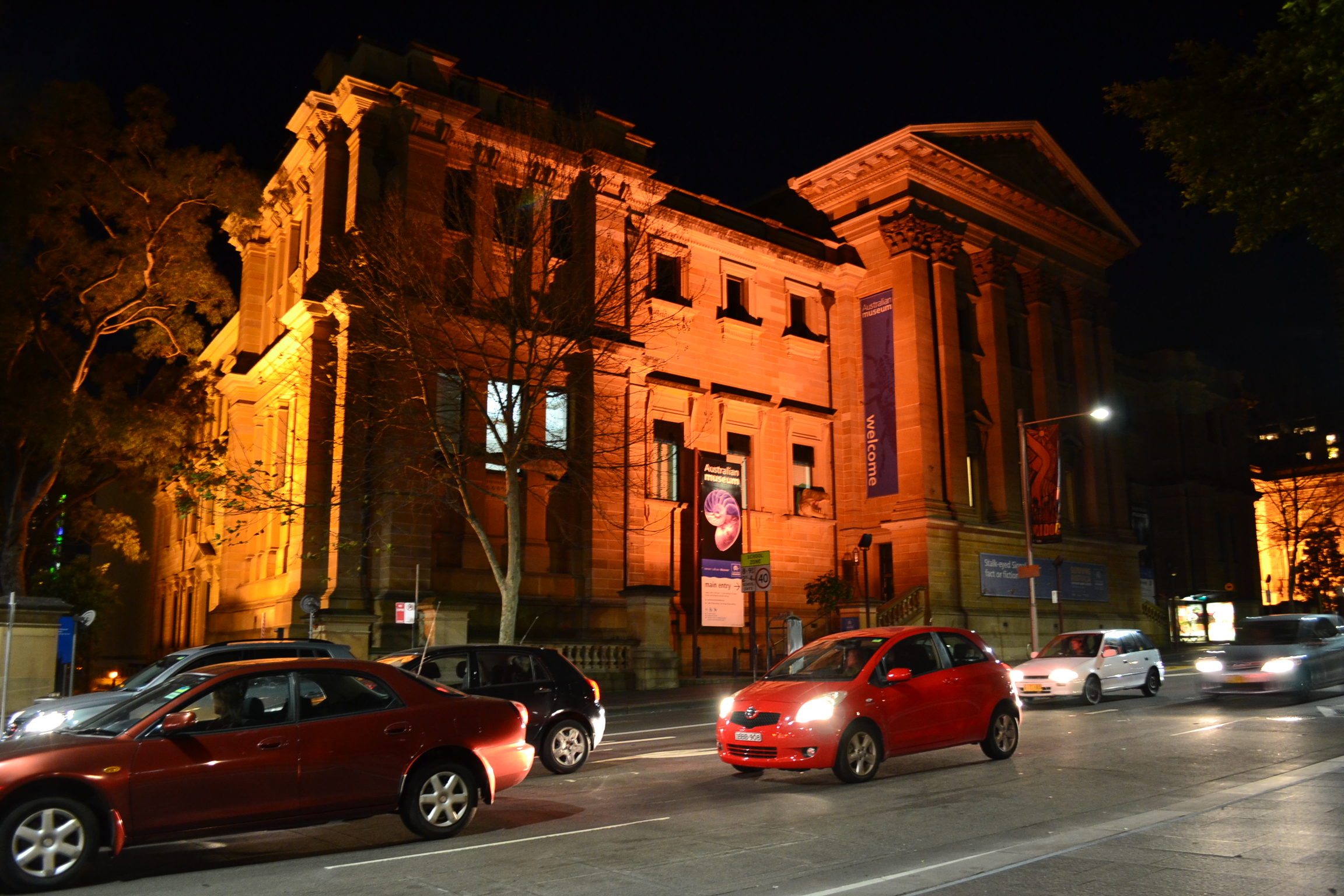
موزه استرالیا در سال ۲۰۱۱

جان کوک، یکی از نویسندگان این کتاب، جایزه‌ی یوریکا برای پیشرفت دانش تغییرات اقلیمی در سال ۲۰۱۱ را که توسط دولت نیو ساوت ولز و به‌عنوان بخشی از جوایز یوریکای موزهٔ استرالیا اعطا می‌شود، از آن خود کرد و به‌خاطر نقشش در انتقال جوهرهٔ علم تغییرات اقلیمی به عموم مردم مورد تقدیر قرار گرفت. پروفسور اووه هوگ-گلدبرگ، مدیر مؤسسه تغییرات جهانی دانشگاه کوئینزلند، تحقیقات کوک و تألیف کتاب «انکار تغییرات اقلیمی: سرها در شن» را دلیل اصلی دریافت این جایزه توسط او عنوان کرد.
مجله اکولوژیست کتاب را بررسی کرد و آن را اینگونه توصیف کرد: «به خوبی تحقیق شده و پاورقی‌ها با دقت و وسواس نوشته شده است». این بررسی به این نتیجه رسید: کتاب «انکار تغییرات اقلیمی» کتابی خردمندانه، به‌موقع و «شایسته توجه مخاطبان است.» مری-لو کانسیدین در مقاله‌ای برای مجله ECOS نوشت که این کتاب «اعتراضات به علم داوری‌شده توسط داوری همتا را با جزئیات دقیق بررسی می‌کند». کانسیداین این کتاب را به کسانی که قبلاً از وب‌سایت «علم شکاکانه» بازدید کرده بودند و متعاقباً می‌خواستند دربارهٔ موضوع گسترده‌تر مورد بحث در سایت اطلاعات بیشتری کسب کنند، توصیه کرد.
در نقدی که مجله دانشگاهی Natures Sciences Sociétés بر این کتاب نوشت، تز نویسندگان به‌دلیل توانایی‌اش در ارائه دلیل برای تحلیل‌هایشان مورد تحسین قرار گرفت: «این کتاب نشان می‌دهد که چگونه می‌توانیم بر انکار غلبه کنیم، واقعیت را بپذیریم و در نتیجه بحران اقلیمی را حل کنیم.» انجمن علوم نیچرز این کار را به ذی‌نفعان متعدد توصیه کرد و نتیجه گرفت: «این کار دانشمندان، دانشجویان دانشگاه، فعالان تغییرات اقلیمی و همچنین عموم مردم را که به‌دنبال کنار گذاشتن انکار و اقدام هستند، مشغول خواهد کرد.»
جنین کیتسون این کتاب را برای مجله آموزش، یکی از نشریات فدراسیون معلمان نیو ساوت ولز، نقد و بررسی کرد. کیتسون این اثر را در چارچوب نیاز عموم به اقدام پیش‌از رسیدن به نقطه‌ای بی‌بازگشت، به‌موقع و مهم توصیف کرد: «این کتابی حیاتی است که باید قبل‌از اینکه تغییرات اقلیمی افسارگسیخته واقعاً از کنترل ما خارج شود، خوانده شود.» نقد او اینگونه به پایان رسید: «فقط می‌توان امیدوار بود که این کتاب توسط منکران تغییرات اقلیمی خوانده شود تا بتوانیم سفر چالش‌برانگیز به‌سوی آینده‌ای پایدار ازنظر زیست‌محیطی را آغاز کنیم.»